# Бангкокский художественный и культурный центр
Бангкокский художественный и культурный Центр (тайск. หอศิลปวัฒนธรรมแห่งกรุงเทพมหานคร) — музей современного искусства, находящийся в городе Бангкоке, Таиланд. Музей расположен на углу улиц Рамы I и Пхаятхай.

## История
Создание музея современного искусства в Бангкоке были инициировано губернатором Ботчиттом Раттакулом. В 2000 году началось строительство музея, но через некоторое время строительство музея было приостановлено из-за проблем с финансированием и обвинений в коррупции. В 2005 году строительство музея было возобновлено. Первоначально планировалось назвать музей «Музеем современного искусства», но перед самым его открытием было принято решение назвать его «Бангкокским Художественным и Культурным Центром». Музей был открыт 29 июля 2008 года экспозицией выставки «Always Roaming with a Hungry Heart», на которой демонстрировались фотографии принцессы Сириндхорн.
Заявленной целью музея является демонстрация творчества современных художников, обеспечение культурной программы, диалога прошлой и настоящей культуры и создание новых культурных и художественных произведений.
В настоящее[уточнить] время в музее демонстрируются около 300 работ современных тайских и иностранных деятелей искусства.